# Heesterakker
Heesterakker is een buurt in het stadsdeel Woensel-Noord in de Nederlandse stad Eindhoven. Op 1 januari 2023 telde de buurt 2.650 inwoners, verdeeld over 1.078 woningen, met een gemiddelde WOZ-waarde van € 393.000, op een oppervlakte van 0,52 km². 
De buurt ligt in de wijk Dommelbeemd, die uit de volgende buurten bestaat:
- Eckart
- Luytelaer
- Vaartbroek
- Heesterakker
- Esp
- Bokt